# Reformierte Kirche Davos Glaris

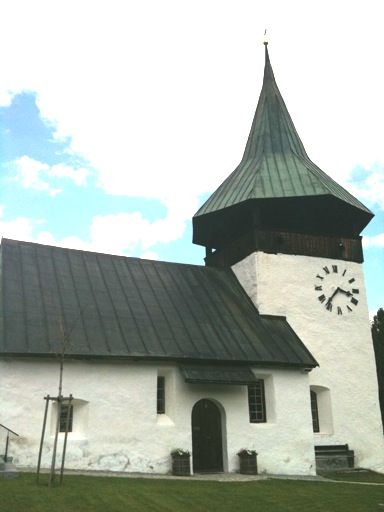
Aussenansicht

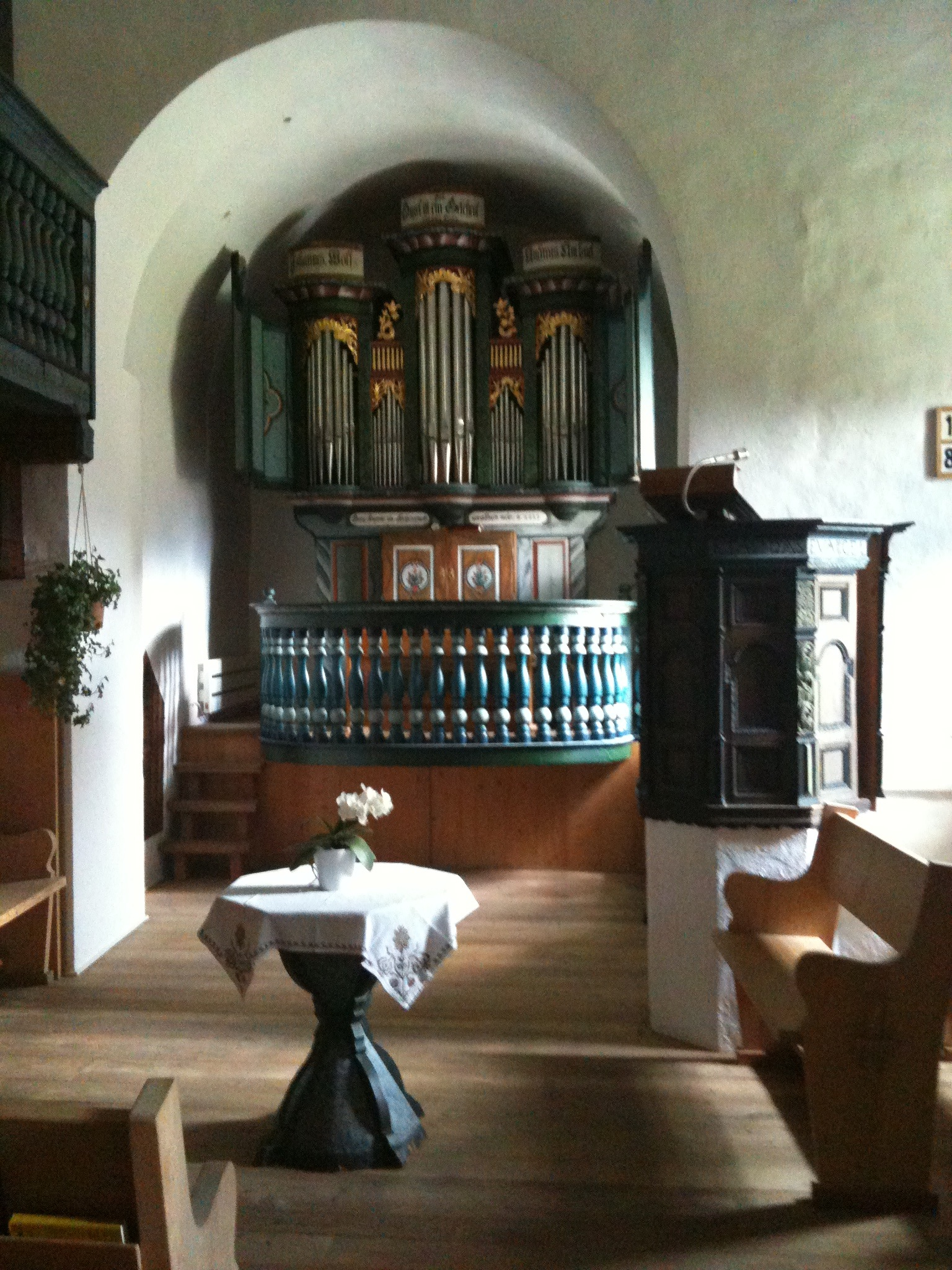
Innenansicht

Die reformierte Kirche in Glaris bei Davos ist ein evangelisch-reformiertes Gotteshaus unter dem Denkmalschutz des Kantons Graubünden.

## Geschichte und Ausstattung
Die Kirche wurde um das Jahr 1350 errichtet und stand unter dem Patrozinium des heiligen Nikolaus. 1613 unmittelbar vor Ausbruch der Bündner Wirren und 1682 nach einigen Jahrzehnten der Beruhigung der konfessionellen Lage wurde die Kirche umgebaut.
Der massive Turm trägt einen unten breit abgeflachten Spitzhelm mit zur Glockenstube offenem Zeltdach. Das Kirchenschiff zeichnet sich durch asymmetrische Anbauten aus.
Der Platzenge im Inneren begegnet eine seitliche Empore. Eine dichtgedrängte einheitliche Komposition, die typisch ist für eine reformierte Predigtkirche, bilden die rückwärts in eine Nische unter einem Rundbogen versetzte Orgel, der vorangestellte Taufstein, der auch als Abendmahlstisch fungiert, und die rechts davon angebrachte schalldeckellose Kanzel. Die Orgel wurde von Georg Hammer aus Schiers gefertigt und 1832 eingebaut.

## Kirchliche Organisation
Die Kirche Glaris gehört in der Evangelisch-reformierten Landeskirche Graubünden zur Kirchgemeinde Davos Altein.

## Galerie

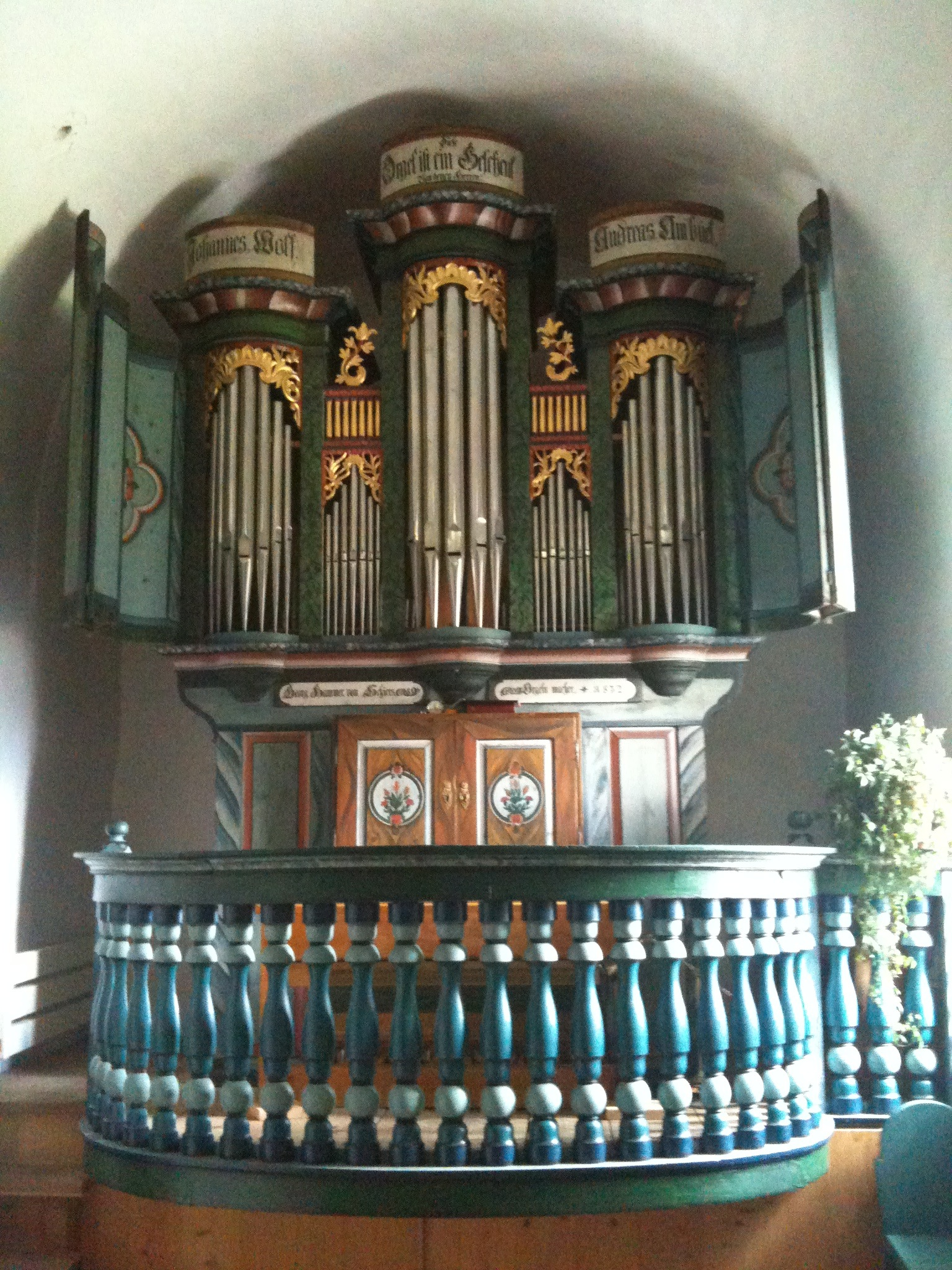
Orgel
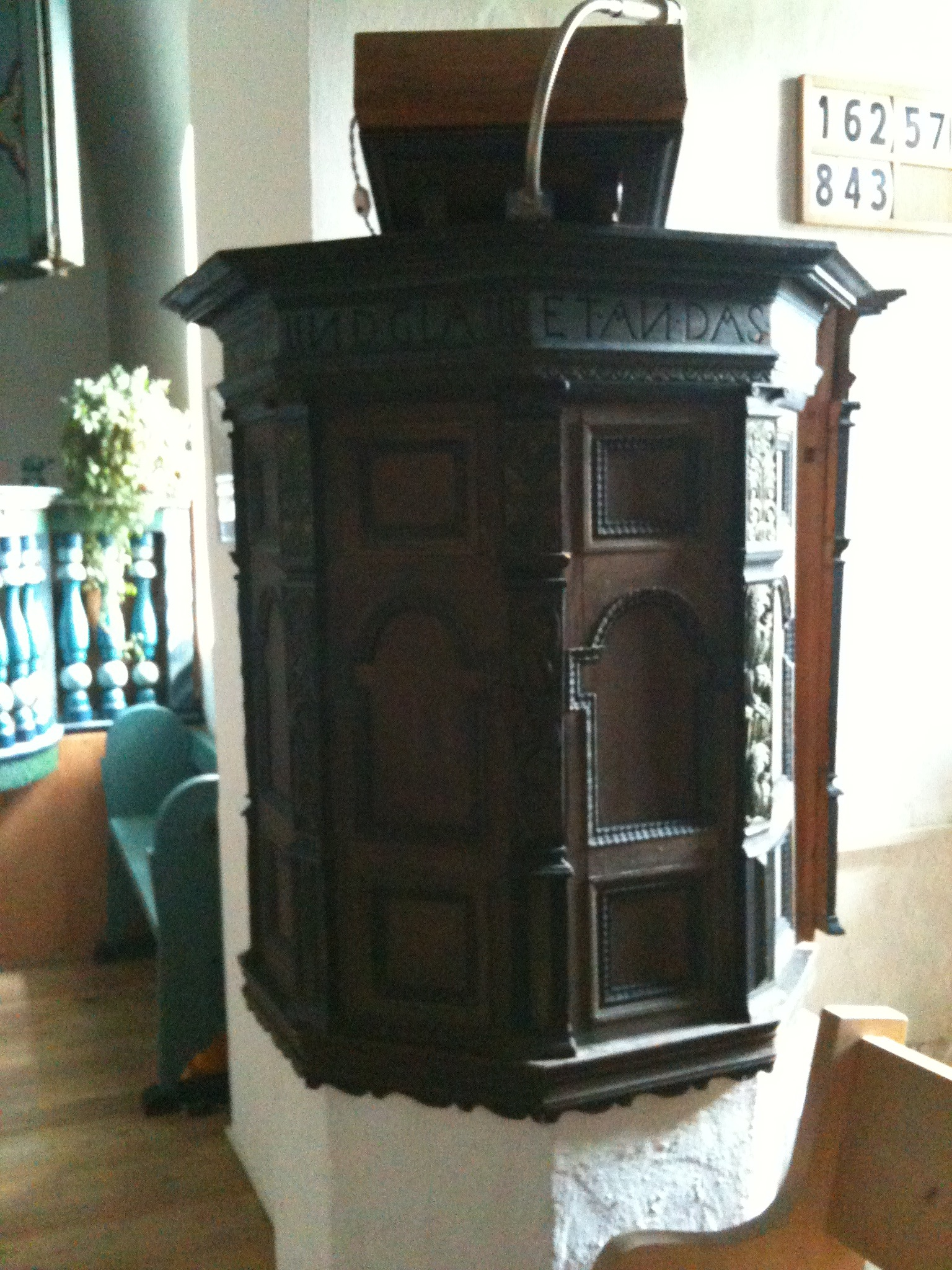
Kanzel
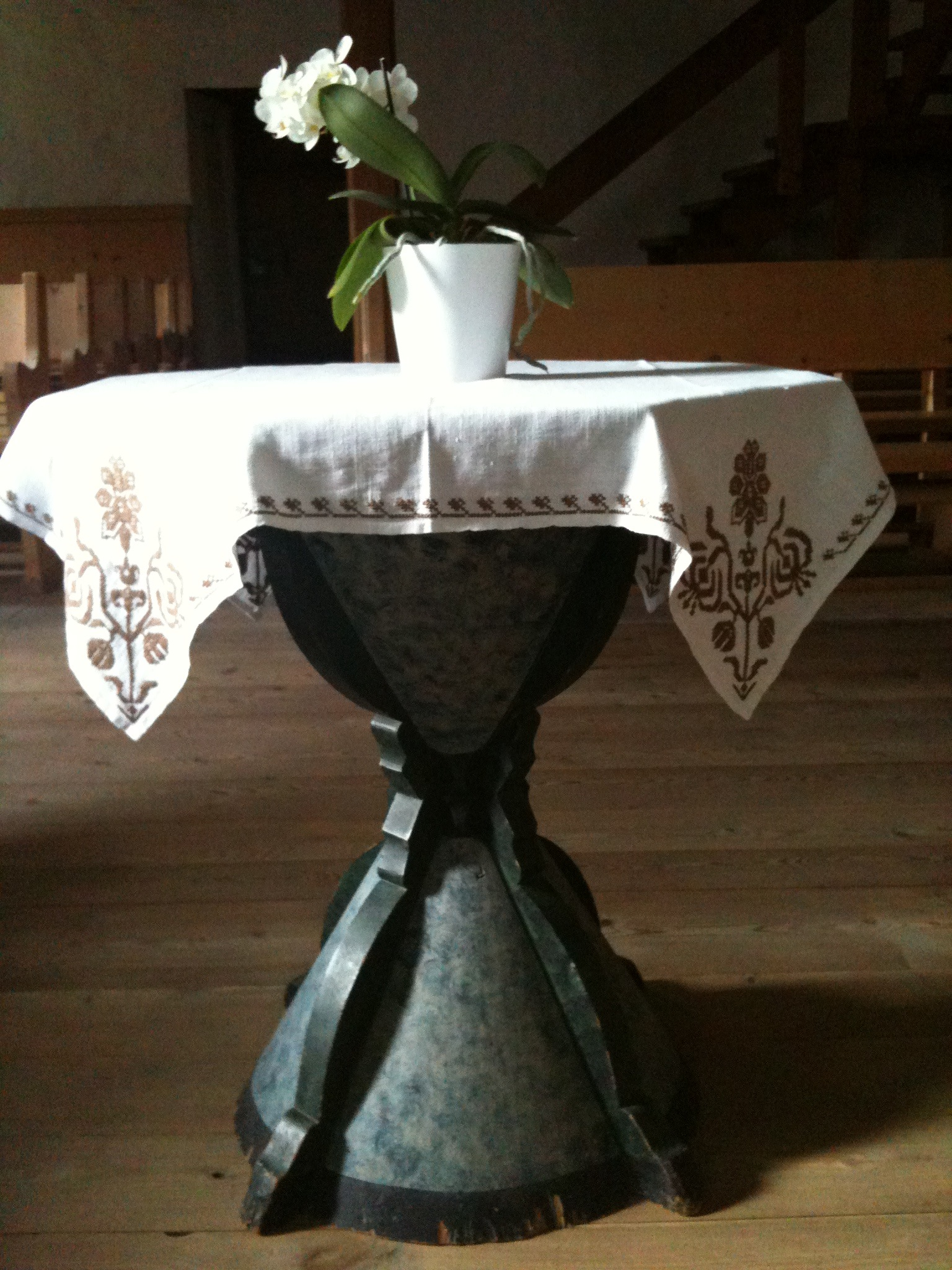
Taufstein
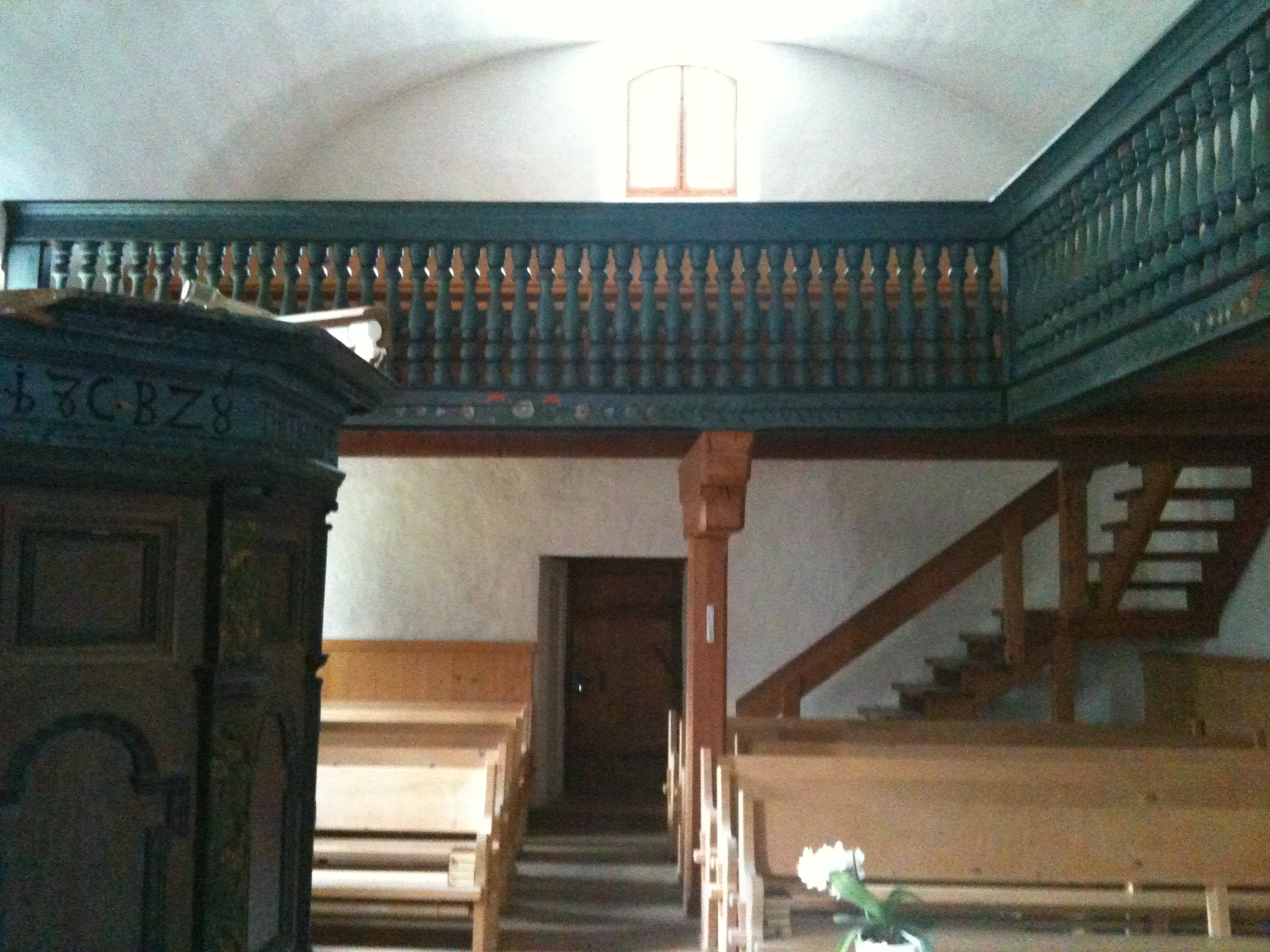
Empore